# 1909年6月17日日食
1909年6月17日日食是一次全環食，發生於1909年6月17日（東半球大多為6月18日）。新月當天（即朔日），地球上觀測到月球和太阳的角距離極小，此時月球如果恰好在月球交點附近，穿過太阳和地球之間，與地球、太阳接近一直線，則會出現日食。月球穿過太阳和地球之間，本影末端與地表距離很小時，由於地表呈弧形，食帶中心附近地表被本影覆蓋，形成日全食，而食帶中心較遠的區域內本影未能接觸地表，使地表被偽本影覆蓋，形成日環食。這種同一次日食中先後出現全食和環食的稱為全環食。與單純的日全食和日環食類似，全環食的本影和偽本影兩側數千公里的半影範圍內也會形成日偏食。此次日環食經過了俄國和格陵兰，日全食經過了俄國、加拿大、格陵兰，日偏食則覆蓋了亚洲東北半部、北美地區絕大部分及周邊部分地區。

## 日食概況

### 出現區域
俄國今屬哈萨克斯坦的東哈薩克斯坦州北部在6月18日日出時最先看到日環食，此後偽本影向東北移動，旋即在今俄罗斯聯邦阿爾泰邊疆區東南部本影錐末端接觸地表，環食轉變為全食。本影向東北貫穿西伯利亚，逐漸轉為向北，進入北冰洋後在共青團員島東北約460公里處達到最大食分。此後本影跨過國際日期變更線，逐漸轉向東南，劃過加拿大最北部的埃爾斯米爾島東北部、格陵兰島西北部，跨過巴芬灣東部後又劃過格陵兰南部，本影錐離開地表，全食再次變為環食。不久後偽本影離開格陵兰島，在6月17日日落時分結束於今庫亞萊克東岸以東約50公里的北大西洋海域。
偽本影或本影經過的陸地依次包括：
（環食）
- 俄罗斯帝国：從今哈萨克斯坦東哈薩克斯坦州北部接觸地表，向東北短暫劃過俄罗斯聯邦阿爾泰邊疆區東南部並轉變為全食；

（全食）
- 俄罗斯帝国：在今俄罗斯聯邦阿爾泰邊疆區東南部轉變為全食後自西南向東北斜貫該區東南部、克麥羅沃州中部偏南、哈卡斯共和國北部、克拉斯諾亞爾斯克邊疆區，擦過薩哈共和國西側和西北角；
- 加拿大：自西北向東南斜貫埃爾斯米爾島東北部；
- 格陵兰：第一次登陸自北向南貫穿今阿萬納塔西北部，第二次登陸經過凱凱塔蘇瓦齊亞克島（英语：Qeqertarsuatsiaq Island）中西部後自西北向東南斜貫凱凱塔利克西部、凱卡塔中部偏西、塞梅索克西南部，在塞梅索克南部全食變為環食；

（環食）
- 格陵兰：在今塞梅索克南部全食變為環食後自西北向東南斜貫在塞梅索克南部全食變為環食南部和庫亞萊克東北部。[3][4]

除了上述狹窄的區域能看到日全食或日環食，月球半影覆蓋範圍內都能看到日偏食，包括中國除西南部邊境地區外的大部、英屬印度東北角（今印度東北角和缅甸北端）、法屬印度支那北部（今越南北部）、美屬菲律賓（今菲律賓北部）、朝鲜半岛、日本、俄國北部和中東部（今俄罗斯聯邦除欧洲部分西南半部外的大部、哈萨克斯坦東北部、吉尔吉斯斯坦東端）、北歐大陸部分北半部和整個冰岛、斯瓦尔巴、北美地區除美国南部邊境和佛羅里達半島外的絕大部分、墨西哥北部邊境的一小段區域。
月球在其軌道上自西向東轉動，發生日食時，月球在地球表面的陰影也大多自西向東移動，而從地球上看，太阳的西側先被月球遮掩，然後逐漸向東。但此次日食發生在北半球的夏季，地軸北端向太阳方向傾斜，月球半影北端經過了晨昏圈最北端附近的區域，因而在北歐北部被半影覆蓋、看到日偏食的區域內，月影在地表自東向西移動，地面上看到的太阳東側最先被月球遮掩。北美洲的日全食、日環食和日偏食大多發生在6月17日，欧洲和亚洲的日食大多發生在6月18日，更有北歐西北部、格陵兰東北部等處於極晝地區的日偏食在6月17日子夜前不久開始，在6月18日凌晨結束。

### 基本參數
- 類型：全環食
- 食甚中心處（位於俄國共青團員島東北約460公里的北冰洋）資料：
  - 時間：1909年6月17日23:18:28.6
  - 地點：82°52.7′N 123°43.0′E / 82.8783°N 123.7167°E
  - 食分：1.0065（全環食帶內最大）
  - 日全環食持續時間：23.6秒

## 相關的日食

### 相鄰的全環食
本次日食與1908年12月23日的上一次日食均為全環食，全環食本就是4種日食中最罕見的一種，相鄰兩次日食均為全環食則更為罕見。上一對相鄰的全環食發生於1845年10月30日和1846年4月25日，下一對則會發生於1986年10月3日和1987年3月29日。

### 1906-1909年的日食
月球交替位於相對的月球交點時，以半個交點年（食年），即約177天又4小時間隔出現下列日食。
註：1906年2月23日和1906年8月20日的日偏食屬於上一組交點年系列。
| 升交點   | 升交點                   |          | 降交點                    | 降交點 |
| 沙羅周期 | 地圖                     | 沙羅周期 | 地圖                      |        |
| 115      | 1906年7月21日 偏食（南） | 120      | 1907年1月14日 全食        |        |
| 125      | 1907年7月10日 環食       | 130      | 1908年1月3日 全食         |        |
| 135      | 1908年6月28日 環食       | 140      | 1908年12月23日 全環食     |        |
| 145      | 1909年6月17日 全環食     | 150      | 1909年12月12日 偏食（南） |        |

### 沙羅周期
沙羅週期長度為18年11天。本次日食屬於沙羅週期145，共包含77次日食，依次為1639年1月4日至1873年5月26日的14次日偏食、1891年6月6日的1次日環食、1909年6月17日的1次全環食（亦稱混合食）、1945年7月9日至2648年9月9日的41次日全食、2666年9月20日至3009年4月17日的20次日偏食，總共歷時1370.29年。其中最長的全食發生於2522年6月25日，共持續7分12秒。
下表列舉了1901年至2100年間發生的屬於該週期的日食，是第16至26次：
| 16            | 17            | 18            |
| ------------- | ------------- | ------------- |
| 1909年6月17日 | 1927年6月29日 | 1945年7月9日  |
| 19            | 20            | 21            |
| 1963年7月20日 | 1981年7月31日 | 1999年8月11日 |
| 22            | 23            | 24            |
| 2017年8月21日 | 2035年9月2日  | 2053年9月12日 |
| 25            | 26            |               |
| 2071年9月23日 | 2089年10月4日 |               |

## 資料來源
1. ↑  樊忠玉. . 中国天文科普网.   [2016-04-06]. （原始内容存档于2014-09-17）.
2. 1 2  Fred Espenak. . NASA Eclipse Web Site.   [2016-04-06]. （原始内容存档于2020-10-23）.（英文）
3. ↑  Fred Espenak. . NASA Eclipse Web Site.   [2016-04-06]. （原始内容存档于2020-10-20）.（英文）
4. ↑  Xavier M. Jubier. .   [2016-04-06]. （原始内容存档于2017-04-06）.（法文）（英文）
5. ↑  Fred Espenak. . NASA Eclipse Web Site.   [2016-04-06]. （原始内容存档于2017-12-28）.（英文）
6. ↑  Fred Espenak. . NASA Eclipse Web Site.   [2016-04-06]. （原始内容存档于2016-03-07）.（英文）
7. ↑  Fred Espenak. . NASA Eclipse Web Site.（英文）

## 外部連結
- NASA日食專頁（页面存档备份，存于）（英文）
- 可見區域圖和時間統計：由弗雷德·埃斯佩纳克做出的日食預報，NASA/GSFC
  - Google互動地圖呈現的日食範圍
  - 貝塞爾元素
- Google地圖顯示的日全食、日環食和日偏食範圍（页面存档备份，存于）（法文）（英文）

| \| \| 日食 \|                              |                              |                                            |
| 上一次日食： 1908年12月23日日食 （全環食） | 1909年6月17日日食 （全環食） | 下一次日食： 1909年12月12日日食 （日偏食） |
| 上一次全環食： 1908年12月23日日食          | 1909年6月17日日食 （全環食） | 下一次全環食： 1912年4月17日日食           |
|                                            | 日食                         |                                            |